# 2024年夏季残疾人奥林匹克运动会巴勒斯坦代表团
巴勒斯坦国参加了于2024年8月28日至9月8日举办的2024年夏季残疾人奥林匹克运动会。
在赛事筹备期间，由于加沙战争导致体育设施遭到破坏以及运动员面临潜在伤害，公众对巴勒斯坦运动员能否赴会表示担忧。残疾人自行车运动员哈泽姆·苏莱曼（Hazem Suleiman；于2018—2019年加沙边境抗议事件中遭枪击致单腿截肢）因巴以冲突无法参训，未能参赛。全队唯一一名运动员是加沙铅球运动员法迪·阿尔迪布，其人于2001年阿克薩群眾起義期间遭以色列狙击手枪击致瘫，2024年冲突中遭以色列杀害包括其哥哥在内的十七名亲人。

## 参赛者数量
下表列出参与本届残奥会的选手（含合资格的替补队员）
：
| 大项 | 男子 | 女子 | 合计 |
| ---- | ---- | ---- | ---- |
| 田径 | 1    | 0    | 1    |
| 合计 | 1    | 0    | 1    |

## 田径
- 注–田径项目的排名仅以运动员所在组别为单位
- Q = 获得下一轮比赛资格
- q = 以最快落败者身份获得下一轮比赛资格，或在田赛项目中，以未达到资格目标的名次获得下一轮比赛资格
- DQ = 取消资格
- PR = 残奥会纪录
- AR = 区域（大洲）纪录
- NR = 国家记录
- SB = 赛季最佳
- N/A = 赛事不适用此轮
- Bye = 运动员无需参加该轮比赛

田赛
| 运动员        | 项目      | 决赛    | 决赛 |
| 运动员        | 项目      | 距离    | 排名 |
| ------------- | --------- | ------- | ---- |
| 法迪·阿尔迪布 | 铅球F55级 | 8.81 SB | 10   |